# Athesis clearista
Athesis clearista är en fjärilsart som beskrevs av Doubleday 1847. Athesis clearista ingår i släktet Athesis och familjen praktfjärilar. Inga underarter finns listade i Catalogue of Life.